# Eunidia clathrata
Eunidia clathrata är en skalbaggsart som beskrevs av Stefan von Breuning 1966. Eunidia clathrata ingår i släktet Eunidia och familjen långhorningar. Inga underarter finns listade i Catalogue of Life.